# فتوح‌البلدان
فتوح البُلدان نام یک کتاب از احمدبن یحیی بَلاذُری است.  بخش مهمی از این کتاب مربوط به فتوحات اعراب مسلمان در ایران است.
کتاب فتوح البلدان، آخرین کتاب عمده‌ای است که دربارهٔ فتوحات مسلمانان به دست ما رسیده است. برخی این کتاب را از همۀ کتاب‌هایی که درباره این موضوع نوشته شده، برتر می‌دانند. چنانکه مسعودی در مُروج‌الذَّهَب می‌گوید:
در باب فتوح، کتابی بهتر از کتاب بلاذری نمی‌شناسیم.
بلاذری از بیشتر کتاب‌هایی که قبل از او نوشته شده، و نیز از  شمار زیادی از بزرگان، دانشمندان و راویان، یاری گرفته‌است. مهم‌ترین مراجع او حسین بن اَسوَد کوفی، قاسم بن سلام، محمد بن سعد کاتب واقدی، علی بن محمد مدائنی، عَمْرو بن محمد ناقد و عباس بن هشام کلبی بوده‌اند.
اساس نوشتن کتاب‌هایی مانند فتوح البلدان و اصولاً از نوع فتوح در تاریخ‌نویسی مسلمانان به ویژه در سده ۲ق، خود گونه‌ای نیاز اداری و مالیاتی بود. در چارچوب قوانین اسلامی بسیار مهم بود که دانسته شود کدام سرزمین با زور یا با صلح در زمره متصرفات مسلمانان درآمده است، زیرا بنابر چگونگی تصرف آن، اقوام تابع می‌بایست، خراج، جزیه یا عشر می‌پرداختند. بدین‌سان نوعی تاریخ‌نویسی که مربوط به تاریخ فتوحات مسلمین بود، به وجود آمد که از نامی‌ترین آن‌ها فتوح البلدان است.